# Ташицкий, Витольд
Витольд Ташицкий (пол. Witold Taszycki, 1898—1979) — польский лингвист, историк польского языка, исследователь ономастики и исторической диалектологии.

## Биография
Изучал польскую и славянскую филологию в Ягеллонском университете (1917—1921), а также Софийском университете. Среди его преподавателей были Ян Михал Розвадовский, Ян Лось и Казимир Нич. В 1922 году Ташицкий защитил докторскую диссертацию в Ягеллонском университете и стал ассистентом кафедры индоевропейской лингвистики. Тема его докторской диссертации — «Активные причастия настоящего и прошедшего времени в польском языке», а научным руководителем — Ян Лось. В 1926 году стажировался в Праге. В 1928 году Ташицкий преподавал в университете Стефана Батория, а в 1929—1941 годах и 1944 году был профессором львовского университета. В октябре 1936 года был удостоен звания профессора польского языка в Львовском университете. Во время немецкой оккупации тайно преподавал в Львовском университете, официально числясь учителем в профессионально-технических училищах.
Ташицкий был редактором серии Rozprawy z Onomastyki Słowiańskiej и ряда журналов и словарей. В соавторстве со Станиславом Йолдовским был автором словаря правил польской орфографии и пунктуации, редактором многих памятников древней польской литературы: Флорианской псалтыри, «Краткой беседы между тремя особами: паном, войтом и плебаном» Миколая Рея.
В 1945—1946 годах организовал исследования в области славистики и полонистики в Университете Николая Коперника в Торуне и Вроцлавском университете, с 1946 года — профессор Ягеллонского университета.
С 1939 года — член Польской академии знаний, с 1946 года участвовал в работе Комиссии по установлению наименований местностей, Славянского комитета Польши, в 1956 году стал членом Польской академии наук. 5 октября 1977 года удостоен степени honoris causa в Силезском университете.
Награждён Командорским крестом Ордена Возрождения Польши (1954). Жена — Галина (в браке с 1930 года), дочь — Мария Доброслава Ташицка (1934—2015), специалист по старинным польским тканям, работала в Национальном музее в Кракове.